# Šibka kovina
Šibke kovine ali po-prehodne kovine ali kovine iz bloka p so razred kemijskih elementov, ki so v periodnem sistemu elementov umeščeni desno od prehodnih kovin. IUPAC kot "prehodne elemente" definira elemente iz skupin 3-11 ali iz skupin 3-12. Po prvi definiciji spadajo med šibke kovine tudi cink, kadmij in živo srebro. Včasih se med šibke kovine uvrščajo tudi germanij, antimon in polonij, čeprav se običajno obravnavajo kot polkovine. Po drugi definiciji 12. skupina ne spada med šibke kovine. Po raziskavah iz leta 2003 sta v strokovni literaturi obe definiciji zastopani približno enako pogosto.
Večina učbenikov kemije iz leta 1950 izključuje iz prehodnih elementov poleg 12. skupine tudi 11. skupino (baker, srebro in zlato). Definicije, da med šibke kovine spadajo tudi elementi iz 11. skupine, IUPAC ne priporoča, vendar se občasno še vedno uporablja.
Izraz "šibka kovina" ne spada v strogo predpisano nomenklaturo IUPAC. V skupino se običajno vključuje aluminij, včasih pa tudi germanij, antimon in polonij, čeprav (zadnji trije) spadajo v razred polkovin. Elementi z vrstnimi števili 113, 114, 115, in 116 in začasnimi imeni ununtrij, ununkvadij, ununpentij in ununheksij, bi imeli verjetno lastnosti, značilne za šibke kovine. Zaradi premajhnih količin omenjenih elementov njihove kemijske lastnosti niso določene.

## Lastnosti
Šibke kovine imajo na splošno nižja tališča in vrelišča od prehodnih kovin. Kovine so tudi mehkejše in imajo višje elektronegativnosti. Od polkovin v isti periodi se razlikujejo po znatno višjih vreliščih. 